# Batavia, Iowa
Batavia är en ort i Jefferson County i Iowa. Vid 2010 års folkräkning hade Batavia 499 invånare.